# Trianguloscalpellum pentacrinarum
Trianguloscalpellum pentacrinarum är en kräftdjursart som först beskrevs av Henry Augustus Pilsbry 1907.  Trianguloscalpellum pentacrinarum ingår i släktet Trianguloscalpellum och familjen Scalpellidae. Inga underarter finns listade i Catalogue of Life.